# District de Baksa
Pour les articles homonymes, voir Baksa.
Le District de Baksa (assamais : বাক্সা জিলা) est un district de l'état d’Assam en Inde.

## Géographie
Il compte 950 075 habitants en 2011 pour une superficie de 2 457 km2.
Sa capitale est Mushalpur.
Le district de Baksa est également l’un des quatre districts du Bodoland, sa création est donc récente (2003).
Le district de Baksa est entouré par le Bhoutan au nord-ouest, l’Arunachal Pradesh au nord-est, ainsi que les districts d’Udalguri (est), Kamrup (sud-est), Nalbari (sud), Barpeta (sud-ouest), Chirang (ouest).